# El Pópulo
El Pópulo es un barrio del centro histórico de la ciudad de Cádiz, España, perteneciente al distrito 2. Está situado en la zona norte de la ciudad, cerca del Atlántico, entre los barrios de San Juan y de Santa María.
Se trata del barrio más antiguo de la ciudad, donde se encuentran la catedral, el teatro romano o la casa del Almirante, ocupando el área de la antigua ciudad amurallada medieval. Se encuentra delimitado por tres arcos del siglo XIII, uno de ellos de origen islámico. El nombre del barrio del Pópulo proviene de un cuadro de la virgen instalado en una puerta de las murallas en el siglo XVI, con el fin de proteger a la ciudad. En el cuadro se podía leer «Ora pro populo» («reza por el pueblo» en latín). 

## Lugares de interés
- Ayuntamiento de Cádiz
- Iglesia de San Juan de Dios